# Liste der Stolpersteine in Falkensee

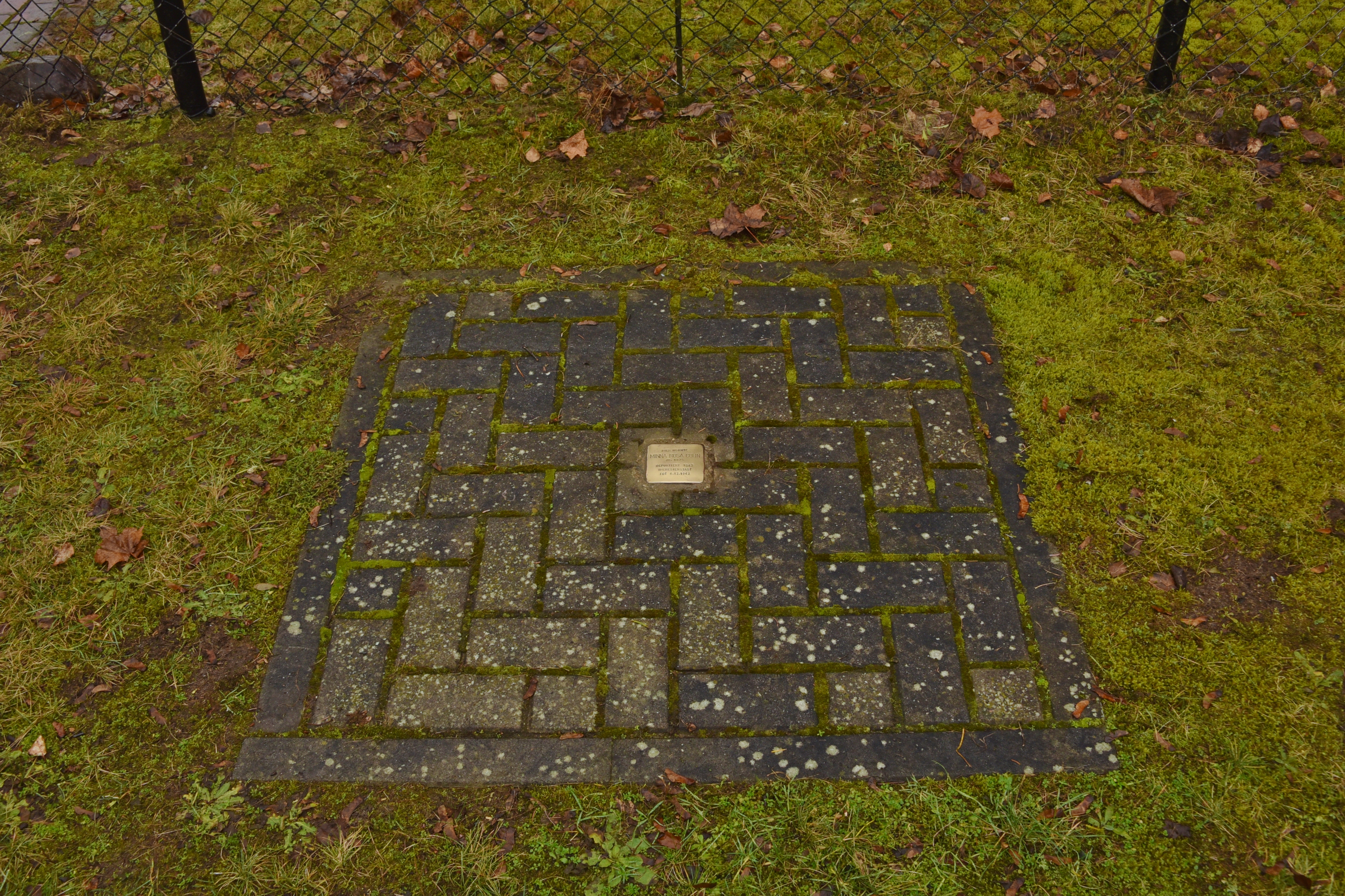
Stolperstein in Falkensee

In der Liste der Stolpersteine in Falkensee werden die vorhandenen Gedenksteine aufgeführt, die im Rahmen des Projektes Stolpersteine des Künstlers Gunter Demnig bisher in Falkensee verlegt worden sind. Auf der Oberseite der Betonquader mit zehn Zentimeter Kantenlänge ist eine Messingtafel verankert, die Auskunft über Namen, Geburtsjahr und Schicksal der Personen gibt, derer gedacht werden soll. Die Steine sind in den Bürgersteig vor den ehemaligen Wohnhäusern der Opfer der nationalsozialistischen Gewaltherrschaft eingelassen. Mit ihnen soll Opfern des Nationalsozialismus gedacht werden, die in Falkensee lebten und wirkten.
Die ersten Verlegungen in Falkensee fanden am 20. Juli 2007 statt.

## Verlegte Stolpersteine
| Stolperstein      | Inschrift | Verlegeort                           | Name, Leben |
| ----------------- | --- | ------------------------------------ | --- |
| weitere Bilder \| | HIER WOHNTE DR. BRUNO BORCHARDT JG. 1859 POGROMOPFER MISSHANDELT TOT AN FOLGEN 14.8.1939                                                         | Schönwalder Straße 35 (Standort)     | Bruno Borchardt (* 17. November 1859 in Bromberg; † 14. August 1939 in Falkensee) war ein deutscher Politiker und Schriftsteller |
|                   | HIER WOHNTE GERTRUD CHODZIESNER GEN. KOLMAR JG. 1894 DEPORTIERT 1943 ERMORDET IN AUSCHWITZ                                                       | Feuerbachstraße 13 (Standort)        | Gertrud Chodziesner (* 10. Dezember 1894 in Berlin; † 1943 in Auschwitz) war eine deutsche Lyrikerin und Schriftstellerin        |
|                   | HIER WOHNTE LUDWIG CHODZIESNER JG. 1861 DEPORTIERT 9.9.1942 THERESIENSTADT ERMORDET 13.2.1943                                                    | Feuerbachstraße 13 (Standort)        | Ludwig Chodziesner wurde geboren am 28. August 1861 in Obrzycko / Posen                                                          |
| weitere Bilder \| | HIER WOHNTE MINNA ROSA COHN JG. 1875 DEPORTIERT 1942 THERESIENSTADT TOT 6.12.19425                                                               | Ulmenstraße 6 (Standort)             | Minna Rosa Cohn wurde geboren am 26. September 1875 in Berlin                                                                    |
|                   | HIER WOHNTE CHARLY FRIEDENTHAL JG. 1880 FLUCHT 1938 USA                                                                                          | Leistikowstraße 40 (Standort)        | Charly Friedenthal |
|                   | HIER WOHNTE DR. FELIX JACOBY JG. 1876 FLUCHT 1939 ENGLAND                                                                                        | Leistikowstraße 13 (Standort)        | Prof. Dr. Felix Jacoby |
|                   | HIER WOHNTE MARGARETHE JACOBY GEB. VON DER LEYEN JG. 1875 FLUCHT 1939 ENGLAND                                                                    | Leistikowstraße 13 (Standort)        | Margarethe Jacoby |
|                   | HIER WOHNTE KARL KARTHUN JG. 1877 'EINGEWIESEN' 19.6.1941 BERNBURG/SAALE ERMORDET 19.6.1941 AKTION T4                                            | An der Rehwiese 51 (Standort)        | Karl Karthun |
|                   | HIER WOHNTE KURT KRAMBACH JG. 1894 DEPORTIERT 1944 THERESIENSTADT ERMORDET 28.9.1944 AUSCHWITZ                                                   | Berchtesgadener Straße 54 (Standort) | Kurt Krambach wurde geboren am 3. November 1894 in Breslau                                                                       |
|                   | HIER WOHNTE FRANZ MALLAST JG. 1879 VERHAFTET KZ COLUMBIAHAUS 1943 SACHSENHAUSEN ERMORDET 2.3.1943                                                | Falkenkorso 32 (Standort)            | Franz Mallast |
|                   | HIER WOHNTE WALTER NEUGEBAUER JG. 1897 DENUNZIERT / VERHAFTET ZUCHTHAUS BERLIN-PLÖTZENSEE HINGERICHTET 30.11.1944                                | Wilhelm-Busch-Straße 104 (Standort)  | Walter Neugebauer |
| weitere Bilder \| | HIER WOHNTE WILHELMINE REINKE GEB. UNTERMANN JG. 1877 DEPORTIERT 19.9.1942 RAVENSBRÜCK TOT IN EINEM KZ 26.6.1944                                 | Ravenéstraße 7 (Standort)            | Wilhelmine Reinke |
|                   | HIER WOHNTE AMALIE ROTHENBERG GEN. DANIEL JG. 1878 FLUCHT 1938 ARGENTINIEN                                                                       | Karl-Marx-Straße 40 (Standort)       | Amalie Rothenberg |
|                   | HIER WOHNTE CHARLOTTE ROTHENBERG GEN. CASPARIUS JG. 1899 FLUCHT 1938 ARGENTINIEN                                                                 | Karl-Marx-Straße 40 (Standort)       | Charlotte Rothenberg |
|                   | HIER WOHNTE DR. MORDARCHAI ROTHENBERG JG. 1862 DEPORTIERT 1942 THERESIENSTADT ERMORDET 3.10.1942                                                 | Karl-Marx-Straße 40 (Standort)       | Dr. Mordarchai Rothenberg |
|                   | HIER WOHNTE OSKAR SANDER JG. 1885 MEHRMALS VERHAFTET LAGER BÖRNICKE ORANIENBURG LAGER SONNENBURG TOT 8.4.1944 FALKENSEE                          | Gartenstraße 54 (Standort)           | Oskar Sander |
|                   | HIER WOHNTE DR. HERMANN SCHAARWÄCHTER JG. 1875 UNFEIWILLIG VERZOGEN 1939 BERLIN MIT HILFE ÜBERLEBT                                               | Holbeinstraße 42/46 (Standort)       | Dr. Hermann Schaarwächter |
|                   | HIER WOHNTE HORST SCHAARWÄCHTER JG. 1912 UNFEIWILLIG VERZOGEN 1939 BERLIN MIT HILFE ÜBERLEBT                                                     | Holbeinstraße 42/46 (Standort)       | Horst Schaarwächter |
|                   | HIER WOHNTE LUCIE SCHAARWÄCHTER JG. 1885 UNFEIWILLIG VERZOGEN 1939 BERLIN MIT HILFE ÜBERLEBT                                                     | Holbeinstraße 42/46 (Standort)       | Lucie Schaarwächter |
|                   | HIER WOHNTE THEA SCHAARWÄCHTER JG. 1919 UNFEIWILLIG VERZOGEN 1939 BERLIN MIT HILFE ÜBERLEBT                                                      | Holbeinstraße 42/46 (Standort)       | Thea Schaarwächter |
| weitere Bilder \| | HIER LEBTE KURT WOLFGANG SKAMPER JG. 1889 DEPORTIERT 1941 ŁODZ ERMORDET 6.3.1942                                                                 | Lortzingallee 26 (Standort)          | Kurt Wolfgang Skamper wurde geboren am 24. Januar 1889 in Berlin                                                                 |
|                   | HIER WOHNTE ELISABETH STEFFEN GEB. HEPNER JG. 1884 DEPORTIERT 1942 LAGER TRAWNIKI ?                                                              | Falkenkorso 134 (Standort)           | Elisabeth Steffen geb. Hepner wurde geboren am 11. Oktober 1894 in Schloß Guttentag                                              |
| weitere Bilder \| | HIER WOHNTE GERTRUD VOSS GEB. HAHN JG. 1891 EINGEWIESEN 1927 HEILANSTALT NEURUPPIN 'VERLEGT' 3.4.1941 BERNBURG/SAALE ERMORDET 3.4.1941 AKTION T4 | Potsdamer Straße 33 (Standort)       | Gertrud Voss geb. Hahn |
|                   | HIER WOHNTE ELSE WUTSCHKE GEB. KRAMBACH JG. 1888 DEPORTIERT 1942 TOT IM GHETTO WARSCHAU                                                          | Berchtesgadener Straße 54 (Standort) | Elsa Wutschke geb. Krambach wurde geboren am 2. November 1888 in Berlin                                                          |
| weitere Bilder \| | HIER WOHNTE EVA ZORN GEB. SCHÖNLANK JG. 1880 GEDEMÜTIGT / ENTRECHTET FLUCHT IN DEN TOD 13.7.1943                                                 | Elsterstraße 28 (Standort)           | Eva Zorn, geb. Schönlank (1880–1943)                                                                                             |
| weitere Bilder \| | HIER WOHNTE HERMANN ZORN JG. 1879 GEDEMÜTIGT / ENTRECHTET FLUCHT IN DEN TOD 14.7.1943                                                            | Elsterstraße 28 (Standort)           | Hermann Zorn (1879–1943) |

## Verlegungen
- 20. Juli 2007: Feuerbachstraße 13, Ravenéstraße 7, Schönwalder Straße 35, Wilhelm-Busch-Straße 104
- 15. November 2008: Berchtesgadener Straße 54, Gartenstraße 54, Lortzingallee 26, Ulmenstraße 6
- 18. November 2009: Falkenkorso 32
- 9. Mai 2011: Elsterstraße 28, Falkenkorso 134[8]
- 10. Juni 2013: Potsdamer Straße 33
- 28. März 2015: An der Rehwiese 51
- 16. November 2016: Holbeinstraße 42/46, Leistikowstraße 13 und 40, Karl-Marx-Straße 40